# Suavotrochus
Suavotrochus is een geslacht van weekdieren uit de klasse van de Gastropoda (slakken).

## Soort
- Suavotrochus lubricus (Dall, 1881)